# 양자탄비
양자탄비(让子弹飞, Let The Bullets Fly)는 중국, 홍콩에서 제작된 강문 감독의 2010년 액션, 코미디, 서부 영화이다. 주윤발 등이 주연으로 출연하였다.

## 출연

### 주연
- 주윤발
- 강문
- 갈우
- 유가령

### 조연
- 천쿤
- 주운
- 리아오판
- 먀오푸
- 소병
- 발소
- 야오루
- 이정
- 두이헝
- 호명
- 웨이샤오
- 후준

## 제작진
- 각색: 곽준립
- 각색: 웨이샤오
- 각색: 리 부콩
- 각색: 주 소진
- 각색: 수 핑
- 각색: 강문
- 음향효과: 보 웬
- 음향효과: 왕 강
- 미술: 황가능
- 미술: 고역광
- 미술: 우경화
- 시각효과: 에만 서
- 시각효과: 황굉달
- -무술감독: 이충지
- 의상: 장숙평
- 무술지도: 설춘위